# Зилкероде
Зилкероде (њем. Silkerode) општина је у њемачкој савезној држави Тирингија. Једно је од 89 општинских средишта округа Ајхсфелд. Према процјени из 2010. у општини је живјело 433 становника. Посједује регионалну шифру (AGS) 16061088.

## Географски и демографски подаци
Зилкероде се налази у савезној држави Тирингија у округу Ајхсфелд. Општина се налази на надморској висини од 190–323 метра. Површина општине износи 11,0 km². У самом мјесту је, према процјени из 2010. године, живјело 433 становника. Просјечна густина становништва износи 40 становника/km².